# Panty & Stocking with Garterbelt
Panty & Stocking with Garterbelt (яп. パンティ＆ストッキングwithガーターベルト, Панті андо Сутоккінгу уїдзу Ґа:та:беруто) — аніме-серіал режисера Хіроюкі Імаїсі, що випускався студією Gainax з 1 жовтня по 24 грудня 2010 року.

## Сюжет
Аніме розповідає про двох дівчат-янголів, вигнаних з Небес Господом за непристойну поведінку. Старша, Пенті, розбещена німфоманка, яка ні дня не може без чоловіків; абсолютна нечупара, часто лихословить. Молодша, Стокінг, днями сидить на дивані та поїдає за обидві щоки солодощі. Вони живуть у церкві міста Датен, назва якого є відсиланням до слова датенсі (яп. 堕天使, «грішний янгол»), що знаходиться між Небесами і Пеклом, де до них прикріплений куратор, священик Гартербелт. Бог дарував їм шанс: вони повернуться в Рай, якщо зберуть певну кількість небесної валюти, знищуючи злих духів та примар.

## Персонажі
Пенті Анархія (яп. パンティ・アナーキー, Пантіі Ана:кі:) — старша із сестер. Приклад гламурної сексуальної зірки міста і об'єкт уваги всіх чоловіків у Детені. Має здатність перетворювати свої труси в напівавтоматичний пістолет «Беклейс» (яп. バックレース, Бакуресу). Може запозичити другу пару у Стокінг і отримати 2 пістолета, збільшуючи у такий спосіб вогневу міць. Маючи в руках два Беклейса, може перетворювати їх у пістолет-кулемет або снайперську гвинтівку. Може перетворювати на зброю й труси звичайних людей, але найчастіше вона виходить деформованою і не здатна до ведення вогню. За словами Гартербелта, Пенті найсильніша з дуету.
Сейю: Аріса Оґасавара
Стокінг Анархія (яп. ストッキング・アナーキー, Сутоккінґу Ана:кі:) — молодша сестра Пенті, яка має образ готичної лоліти з фіолетово-рожевими волоссям (часто з цього приводу Пенті її дражнить). Вона розумніша за свою старшу сестру, проте має ненаситну жагу до солодкого, яка водночас не робить її повною. Гнівається лише від того, коли хтось називає її товстою або торкається до неї тістечком. Абсолютно не поділяє інтерес Пенті до сексу, але іноді проявляє мазохістичні риси характеру. Завжди тягає із собою плюшеве кошеня, у котрого половина тіла скелет, а інша — повноцінна, з плоттю. Називає його Хонеконеко (яп. ホネコネコ), що в перекладі означає «Кістяний/кістлявий кіт». Має здатність перетворювати панчохи в катани, які називаються Страйпс I & II (яп. ストライプI&II, Суторайпу I & II), але зазвичай вона використовує тільки одну. Гартербелт характеризує її як найрозумнішу з двох ангелів.
Сейю: Марія Ісе
Гартербелт (яп. ガーターベルト, Ґа:та:беруто) — священик міста Датен і куратор сестер Анархія, великий чорношкірий чоловік з величезною афро зачіскою. Це він доручає Пенті та Стокінг їхні місії. Постійно нервує через їхню жахливу поведінку. Займається самобичуванням та іноді проявляє гомосексуальну поведінку, зокрема з юнаками, наприклад, з Бріфом. Хоча, в останній серії стала зрозуміла причина, чому він був так зацікавлений Бріфом. Іноді з'являється в місті в масці і костюмі під псевдонімом «Майстер G», влаштовуючи дивного роду заходи для молоді. Минуле Гартербелта також не залишилося за кадром. Раніше він займався наркодилерством і був гангстером. Проте одного разу, коли його вбили, Бог дав йому шанс повернутися до життя, але з умовою — за це він стане священиком. Спочатку Гартербелт відмовився, нагрубивши Богу, за що був проклятий безсмертям та відісланий до часів динозаврів, з яких дожив до нашого часу. Цим Господь хотів, щоб Гартербелт усвідомив свої помилки і прийняв умову.